# NGC 4746
NGC 4746 (również PGC 43601 lub UGC 8007) – galaktyka spiralna (Sb), znajdująca się w gwiazdozbiorze Panny. Odkrył ją John Herschel 29 marca 1830 roku.